# فیلد تارگت

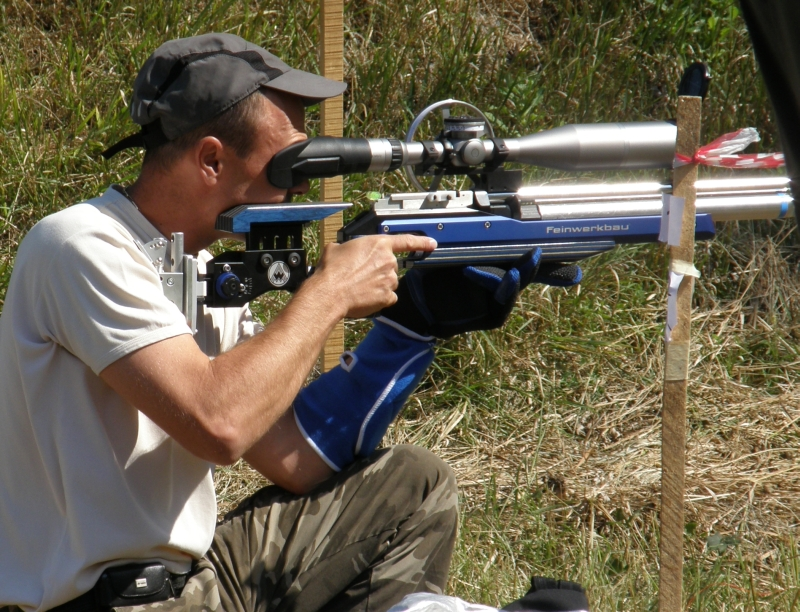
تیراندازی به سبک فیلد تارگت

فیلدتارگت نوعی تیراندازی می‌باشد که در آن تیرانداز در سه وضعیت ایستاده، نشسته و درازکش با سلاحهای بادی به اهدافی به شکل انواع حیوانات با یک ناحیه مشخص بنام کیل زون (ناحیه کشتار) شلیک می‌کند.
این رشته که به نوعی شبه شکار می‌باشد در اصل در اروپا پایه ریزی شده و در حال حاضر هم در بسیاری از کشورها به صورت حرفه‌ای اجرا می‌گردد.